# Роклор, Гастон-Жан-Батист де
Гастон-Жан-Батист де Роклор (маркиз, впоследствии первый герцог де Роклор, фр. Gaston-Jean-Baptiste de Roquelaure, 1617—1676) — французский генерал; был губернатором Гиени с 1679 года.
Ему приписывается, хотя без твёрдого основания, собрание анекдотов и bons mots, изданное под заглавием: «Aventures divertissantes du duc de Roquelaure» (Кёльн, 1727).
Сын: Антуан Гастон Жан-Батист де Роклор (1656—1738) — маршал Франции